# Matérialisme culturel
Le matérialisme culturel est une théorie en anthropologie présentée par Marvin Harris selon laquelle les pratiques culturelles sont le résultat d'ajustements aux conditions de l'environnement : les systèmes de valeurs sont donc déterminés par les réalités physiques de l'existence et non l'inverse.
À titre d'exemple, selon la théorie du matérialisme culturel, l'interdit de la religion hindoue sur la consommation de bœuf repose sur le fait que celui-ci est utile comme animal de trait, que la vache produit du lait et que sa bouse sert de combustible, tous ces avantages étant supérieurs à celui que produirait la consommation de sa viande. Quant à l'interdit du porc dans les religions émanant du Moyen Orient, il repose sur le fait que son élevage n'est pas économiquement rentable parce que le porc n'a pas d'autre valeur que la viande qu'il fournit, qu'il ne peut pas servir comme animal de trait, qu'il est en concurrence avec les humains pour se procurer de la nourriture et qu'il n'est pas acclimaté au désert du fait qu'il ne peut pas transpirer et doit se rouler dans la boue ou son urine pour se thermoréguler.
Selon Stephen Wilk, qui a adopté cette théorie, celle-ci est toutefois encore controversée.